# 大室秀樹
大室 秀樹（おおむろ ひでき、1990年7月25日 - ）は、埼玉県出身の陸上競技選手。専門はハードル。110mハードルで13秒48、200mハードルで22秒80（元アジア最高記録）の自己ベストを持つ。2017年ロンドン世界選手権男子110mハードルの日本代表。

## 経歴
吉見町立吉見中学校、埼玉県立松山高等学校、筑波大学卒業。筑波大学大学院修了。大塚製薬所属。

### 高校時代まで
小学生の時にモーリス・グリーンの影響で陸上競技を始め、中学生になってから110mハードルを始めた。中学時代は3年生の時に2005年ジュニアオリンピック110mハードルで表彰台（3位）に上った。
地元埼玉県で開催された2008年インターハイ110mハードルを高校歴代4位（当時）の14秒05（+0.4）で制すると、10月の日本ジュニア選手権110mハードルも高校歴代3位（当時）の14秒01で制して高校2冠を達成した。

### 大学・大学院時代

#### 2009年
4月に筑波大学へ進学。9月の日本インカレ110mハードル予選で13秒91（+1.5）をマークし、中村兼希が持つ13秒88のジュニア日本記録（当時）に迫ると、準決勝では追い風参考記録ながらジュニア日本記録を上回る13秒73（+3.1）をマークした。

#### 2010年
9月の日本インカレ110mハードルを13秒76（+0.7）の自己ベスト（当時）で制して初の大学タイトルを獲得した。

#### 2012年
6月23日の日本学生個人選手権110mハードルにおいて、それまでの自己ベスト13秒75を大幅に塗り替える日本歴代3位（当時）・学生歴代2位の13秒54（+2.0）をマークした。これは2012年ロンドンオリンピックのB標準（13秒60）を突破する記録で、110mハードルの標準を突破した唯一の選手となったが、約2週間前に行われたロンドンオリンピック選考会の日本選手権にエントリーミスで出場できなかったため、日本代表に選出されることはなかった。

#### 2013年
7月のユニバーシアード110mハードルに出場し、初めて世界大会を経験した。予選では各組2着に入るか、予選全体のタイム上位2名（予選突破者を除く）に入れば決勝に進出できたが、結果は13秒97（+2.2）の組5着で予選敗退に終わった。

### 社会人時代

#### 2015年
4月に大塚製薬へ入社。11月3日の西日本陸上競技カーニバル110mハードル決勝で自己ベストタイ（当時）の13秒54（+0.2）をマーク。

#### 2016年
5月22日の関西実業団選手権110mハードル予選で13秒61（-0.5）、決勝で自己ベストタイ（当時）の13秒54（+0.3）をマーク。予選と決勝で大会記録を樹立して優勝し、大会の男子MVPに選出された。しかし、この大会でアキレス腱を痛めてしまい、治療に2週間を費やした。6月18日の日本体育大学陸上競技会110mハードル2次レースにおいて、リオデジャネイロオリンピックの参加標準記録（13秒47）と同タイムの13秒47（+3.2）をマークしたが、惜しくも追い風参考記録となった。
7月23日のオールスターナイト陸上（実業団・学生対抗陸上）110mハードルで13秒52（+0.5）の自己ベスト（当時）をマーク。それまでの自己ベストを0秒02更新し、大会記録を樹立して優勝した。10月16日の日本記録挑戦会200mハードルで22秒80（-2.2）をマークし、2010年に秋本真吾が樹立したアジア最高記録に並んだ。

#### 2017年
4月15日の筑波大競技会110mハードル一次レースで13秒48（+1.7）の自己ベストをマークすると、二次レースでも13秒48（+1.5）の自己ベストタイをマーク、2レース連続でロンドン世界選手権の参加標準記録（13秒48）を突破。4月29日の織田記念国際110mハードルは13秒52（+1.5）で優勝、5月21日のゴールデングランプリ川崎110mハードルは13秒59（-1.8）で3位（日本人トップ）とロンドン世界選手権日本代表選考会で好成績を収め、初の世界選手権日本代表入りに前進した。6月24日の日本選手権110mハードルでは準決勝直前のウォーミングアップで左脚ハムストリングスを痛め、13秒75（+0.6）の組7着で決勝進出を逃したが、織田記念国際優勝などのアドバンテージによりロンドン世界選手権日本代表に選出された。

## 人物
- 2017年現在、大塚製薬工場に勤務し、病院で使用される点滴の研究に携わっている[2]。

## 自己ベスト
- 記録欄の（　）内の数字は風速（m/s）で、+は追い風を意味する。

| 種目         | 記録                        | 年月日         | 場所     | 備考             |
| 屋外         | 屋外                        | 屋外           | 屋外     | 屋外             |
| ------------ | --------------------------- | -------------- | -------- | ---------------- |
| 100m         | 10秒76 (+0.7)               | 2012年6月2日   | つくば市 |                  |
| 100m         | 10秒55w (+3.1)              | 2018年4月15日  | 鳴門市   | 追い風参考記録   |
| 200m         | 21秒39 (0.0)                | 2018年5月12日  | 大阪市   |                  |
| 110mハードル | 13秒48 (+1.7) 13秒48 (+1.5) | 2017年4月15日  | つくば市 | 日本歴代9位      |
| 110mハードル | 13秒47w (+3.2)              | 2016年6月18日  | 横浜市   | 追い風参考記録   |
| 200mハードル | 22秒80 (-2.2)               | 2016年10月16日 | 伊丹市   | 元アジア最高記録 |
| 400mハードル | 52秒99                      | 2009年5月23日  | 東京都   |                  |
| 室内         |                             |                |          |                  |
| 60mハードル  | 7秒80                       | 2018年2月2日   | イラン   |                  |

## 主な成績
- 種目欄のYHとJHはそれぞれ高さ91.4cmと99.1cmのハードルを意味する
- 備考欄の記録は当時のもの

### 国際大会
| 年         | 大会                     | 場所     | 種目    | 結果 | 記録          | 備考 |
| ---------- | ------------------------ | -------- | ------- | ---- | ------------- | ---- |
| 2008 (高3) | 日韓中ジュニア交流競技会 | 千葉     | 110mJH  | 優勝 | 13秒73 (+2.8) |      |
| 2008 (高3) | 日韓中ジュニア交流競技会 | 千葉     | 110mJH  | 優勝 | 13秒97 (+0.7) |      |
| 2008 (高3) | 日韓中ジュニア交流競技会 | 千葉     | 4x100mR | 優勝 | 41秒28 (1走)  |      |
| 2013 (院1) | ユニバーシアード (en)    | カザン   | 110mH   | 予選 | 13秒97 (+2.2) |      |
| 2016 (社2) | 日中韓3カ国交流陸上      | 金泉     | 110mH   | 2位  | 13秒62 (+1.7) |      |
| 2017 (社3) | 世界選手権               | ロンドン | 110mH   | 予選 | 13秒78 (+0.1) |      |
| 2018 (社3) | アジア室内選手権         | イラン   | 60mH    | 3位  | 7秒81         |      |

### 日本選手権
| 年         | 大会    | 場所     | 種目  | 結果   | 記録          | 備考 |
| ---------- | ------- | -------- | ----- | ------ | ------------- | ---- |
| 2009 (大1) | 第93回  | 広島市   | 110mH | 予選   | 14秒10 (+0.4) |      |
| 2010 (大2) | 第94回  | 丸亀市   | 110mH | 予選   | 14秒30 (-0.3) |      |
| 2011 (大3) | 第95回  | 熊谷市   | 110mH | 6位    | 13秒98 (-0.1) |      |
| 2013 (院1) | 第97回  | 調布市   | 110mH | 4位    | 13秒67 (+1.3) |      |
| 2014 (院2) | 第98回  | 福島市   | 110mH | 3位    | 13秒73 (+0.4) |      |
| 2015 (社1) | 第99回  | 新潟市   | 110mH | 5位    | 13秒90 (-1.4) |      |
| 2016 (社2) | 第100回 | 名古屋市 | 110mH | 4位    | 13秒66 (+2.4) |      |
| 2017 (社3) | 第101回 | 大阪市   | 110mH | 準決勝 | 13秒75 (+0.6) |      |

### その他
- 主要大会を記載

| 年         | 大会                     | 場所         | 種目    | 結果     | 記録            | 備考                             |
| ---------- | ------------------------ | ------------ | ------- | -------- | --------------- | -------------------------------- |
| 2004 (中2) | ジュニアオリンピック     | 横浜市       | 110mJH  | 5位      | 15秒44 (+0.7)   |                                  |
| 2005 (中2) | 日本ジュニア室内大阪     | 大阪市       | 60mYH   | 8位      | 8秒48           |                                  |
| 2005 (中3) | 全日本中学校選手権       | 岐阜市       | 110mYH  | 予選     | 15秒24 (-0.5)   |                                  |
| 2005 (中3) | ジュニアオリンピック     | 横浜市       | 110mJH  | 3位      | 15秒06 (+1.2)   |                                  |
| 2006 (高1) | インターハイ             | 大阪市       | 110mH   | 予選     | 15秒35 (0.0)    |                                  |
| 2006 (高1) | 国民体育大会             | 神戸市       | 110mJH  | 優勝     | 14秒33 (+0.6)   |                                  |
| 2007 (高2) | インターハイ             | 佐賀市       | 110mH   | 6位      | 14秒67 (+1.6)   |                                  |
| 2007 (高2) | 国民体育大会             | 秋田市       | 110mH   | 2位      | 14秒51 (0.0)    |                                  |
| 2007 (高2) | 日本ジュニア選手権       | 大分市       | 110mH   | 5位      | 14秒58 (0.0)    |                                  |
| 2007 (高2) | 日本ユース選手権         | 大分市       | 400mH   | 3位      | 53秒83          |                                  |
| 2008 (高3) | インターハイ             | 熊谷市       | 110mH   | 優勝     | 14秒05 (+0.4)   | 自己ベスト                       |
| 2008 (高3) | インターハイ             | 熊谷市       | 400mH   | 準決勝   | 53秒83          |                                  |
| 2008 (高3) | 日本ジュニア選手権       | 鳥取市       | 110mH   | 優勝     | 14秒01 (+1.3)   | 大会記録 自己ベスト              |
| 2009 (大1) | 関東インカレ (1部)       | 東京都       | 110mH   | 予選     | 14秒57 (-1.5)   |                                  |
| 2009 (大1) | 関東インカレ (1部)       | 東京都       | 400mH   | 予選     | 52秒99          | 自己ベスト                       |
| 2009 (大1) | 日本インカレ             | 東京都       | 110mH   | 3位      | 13秒95 (+1.8)   |                                  |
| 2009 (大1) | スーパー陸上             | 川崎市       | 110mH   | 5位      | 14秒02 (-1.3)   |                                  |
| 2009 (大1) | 国民体育大会             | 新潟市       | 110mH   | 予選     | 14秒16 (-0.1)   |                                  |
| 2009 (大1) | 日本ジュニア選手権       | 名古屋市     | 110mH   | 優勝     | 14秒18 (-1.0)   |                                  |
| 2010 (大2) | 日本学生個人選手権       | 平塚市       | 110mH   | 3位      | 13秒90 (+3.7)   |                                  |
| 2010 (大2) | 日本インカレ             | 東京都       | 110mH   | 優勝     | 13秒76 (+0.7)   | 自己ベスト                       |
| 2010 (大2) | 実業団・学生対抗         | 小田原市     | 110mH   | 3位      | 13秒97 (-0.2)   |                                  |
| 2010 (大2) | 水戸招待陸上             | 水戸市       | 110mH   | 優勝     | 13秒60 (+2.7)   |                                  |
| 2011 (大3) | 織田記念                 | 広島市       | 110mH   | 2位      | 13秒66 (+2.4)   |                                  |
| 2011 (大3) | 関東インカレ (1部)       | 東京都       | 110mH   | 優勝     | 14秒14 (-1.6)   |                                  |
| 2011 (大3) | 日本学生個人選手権       | 平塚市       | 110mH   | 準決勝   | DQ              | 不正スタート                     |
| 2011 (大3) | 布勢スプリント           | 鳥取市       | 110mH   | 4位      | 14秒21 (+1.4)   |                                  |
| 2011 (大3) | 日本インカレ             | 熊本市       | 110mH   | 5位      | 14秒12 (0.0)    |                                  |
| 2011 (大3) | 水戸招待陸上             | 水戸市       | 110mH   | 2位      | 13秒75 (-1.3)   | 自己ベスト                       |
| 2012 (大4) | 織田記念                 | 広島市       | 110mH   | B決勝2位 | 13秒83 (+1.1)   |                                  |
| 2012 (大4) | 水戸招待陸上             | 水戸市       | 110mH   | 3位      | 13秒78 (-0.3)   |                                  |
| 2012 (大4) | 関東インカレ (1部)       | 東京都       | 110mH   | 優勝     | 13秒88 (0.0)    |                                  |
| 2012 (大4) | 日本学生個人選手権       | 平塚市       | 110mH   | 優勝     | 13秒54 (+2.0)   | 日本歴代3位 学生歴代2位 大会記録 |
| 2012 (大4) | 日本インカレ             | 東京都       | 110mH   | 2位      | 13秒79 (+2.0)   |                                  |
| 2012 (大4) | 国民体育大会             | 岐阜市       | 110mH   | 予選     | 14秒37 (-1.5)   |                                  |
| 2013 (院1) | 織田記念                 | 広島市       | 110mH   | 優勝     | 13秒70 (+0.7)   |                                  |
| 2013 (院1) | ゴールデングランプリ東京 | 東京都       | 110mH   | 5位      | 13秒94 (-1.4)   |                                  |
| 2013 (院1) | 関東インカレ (3部)       | 東京都       | 110mH   | 優勝     | 13秒95 (-1.5)   | 大会記録                         |
| 2013 (院1) | 日本インカレ             | 東京都       | 110mH   | 準決勝   | 13秒95 (+1.5)   |                                  |
| 2013 (院1) | 国民体育大会             | 調布市       | 110mH   | 4位      | 13秒87 (-1.2)   |                                  |
| 2014 (院2) | 織田記念                 | 広島市       | 110mH   | 優勝     | 13秒82 (+1.3)   |                                  |
| 2014 (院2) | 水戸招待陸上             | 水戸市       | 110mH   | 2位      | 13秒72 (+0.9)   |                                  |
| 2014 (院2) | 関東インカレ (3部)       | 熊谷市       | 110mH   | 優勝     | 14秒15 (-1.5)   |                                  |
| 2014 (院2) | 日本学生個人選手権       | 平塚市       | 110mH   | 優勝     | 13秒78 (+3.5)   |                                  |
| 2014 (院2) | トワイライト・ゲームス   | 東京都       | 110mH   | 3位      | 14秒28 (-0.1)   |                                  |
| 2014 (院2) | 国民体育大会             | 諫早市       | 110mH   | 2位      | 13秒87 (-0.5)   |                                  |
| 2015 (社1) | 静岡国際                 | 袋井市       | 110mH   | 6位      | 14秒09 (-0.8)   |                                  |
| 2015 (社1) | 木南記念                 | 大阪市       | 110mH   | 優勝     | 13秒74 (+1.0)   |                                  |
| 2015 (社1) | 木南記念                 | 大阪市       | 110mH   | 優勝     | 13秒78 (-0.4)   |                                  |
| 2015 (社1) | トワイライト・ゲームス   | 東京都       | 110mH   | 2位      | 14秒04 (-0.3)   |                                  |
| 2015 (社1) | 全日本実業団選手権       | 岐阜市       | 110mH   | 2位      | 13秒83 (-0.7)   |                                  |
| 2015 (社1) | 日本記録挑戦会           | 伊丹市       | 200mH   | 優勝     | 22秒92 (+0.9)   | 大会記録                         |
| 2015 (社1) | 西日本カーニバル         | 北九州市     | 110mH   | 優勝     | 13秒54 (+0.2)   | 日本歴代3位                      |
| 2015 (社1) | 田島記念                 | 山口市       | 110mH   | 優勝     | 13秒64 (-0.3)   |                                  |
| 2016 (社2) | フロリダリレー           | ゲインズビル | 110mH   | 7位      | 13秒57 (+2.3)   |                                  |
| 2016 (社2) | 織田記念                 | 広島市       | 110mH   | 6位      | 13秒98 (-0.5)   |                                  |
| 2016 (社2) | ゴールデングランプリ川崎 | 川崎市       | 110mH   | 3位      | 13秒61 (-0.6)   |                                  |
| 2016 (社2) | 関西実業団選手権         | 大阪市       | 110mH   | 優勝     | 13秒54 (+0.3)   | 日本歴代3位 大会記録             |
| 2016 (社2) | 布勢スプリント           | 鳥取市       | 110mH   | 3位      | 13秒65 (+1.4)   |                                  |
| 2016 (社2) | 実業団・学生対抗         | 平塚市       | 110mH   | 優勝     | 13秒52 (+0.5)   | 日本歴代4位 大会記録             |
| 2016 (社2) | 全日本実業団選手権       | 大阪市       | 110mH   | 2位      | 13秒77 (+0.7)   |                                  |
| 2016 (社2) | 日本記録挑戦会           | 伊丹市       | 200mH   | 優勝     | 22秒80 (-2.2)   | アジア最高記録 大会記録          |
| 2016 (社2) | 田島記念                 | 山口市       | 110mH   | 優勝     | 13秒72 (-1.2)   |                                  |
| 2017 (社3) | 織田記念                 | 広島市       | 110mH   | 優勝     | 13秒52 (+1.5)   |                                  |
| 2017 (社3) | 木南記念                 | 大阪市       | 110mH   | 優勝     | 13秒57 (-0.8)   | 大会記録                         |
| 2017 (社3) | ゴールデングランプリ川崎 | 川崎市       | 110mH   | 3位      | 13秒59 (-1.8)   |                                  |
| 2017 (社3) | 布勢スプリント           | 鳥取市       | 110mH   | 予選     | 13秒54 (+1.5)   | 決勝 (第2レース) 未出場          |
| 2017 (社3) | 実業団・学生対抗         | 平塚市       | 110mH   | 6位      | 13秒63 (+1.8)   |                                  |
| 2017 (社3) | 全日本実業団選手権       | 大阪市       | 110mH   | 3位      | 13秒65 (+1.1)   |                                  |
| 2017 (社3) | 国民体育大会             | 松山市       | 110mH   | 6位      | 13秒77 (+2.2)   |                                  |
| 2018 (社4) | 織田記念                 | 広島市       | 110mH   | 3位      | 13秒57 (+2.6)   |                                  |
| 2018 (社4) | 関西実業団選手権         | 大阪市       | 200m    | 6位      | 21秒51 (+1.3)   | 予選21秒39 (0.0)：自己ベスト     |
| 2018 (社4) | 関西実業団選手権         | 大阪市       | 110mH   | 優勝     | 13秒80 (-0.4)   |                                  |
| 2018 (社4) | 関西実業団選手権         | 大阪市       | 4x400mR | 優勝     | 3分29秒03 (1走) |                                  |